# Brassica rapa subsp. narinosa
El tatsoi (Brassica rapa subsp. narinosa o Brassica rapa var. rosularis) es una subespecie asiática de Brassica rapa cultivada como hortaliza de hoja. Esta planta se popularizó en Norteamérica y hoy en día es cultivada en todo el mundo.

## Nombre
El origen del nombre proviene del Mandarín (塌棵菜 tā kē cài). También es llamada 'col china plana', 'rosetón pakchoi', 'mostaza ancha', 'mostaza de cucharón', o 'mostaza espinaca'. Traducciones cantonesas la mencionan también como 'tat soi' o 'tat choy'. 

## Descripción
La planta se cultiva principalmente por sus grandes hojas de color verde oscuro las cuales son comestibles y forman un grueso rosetón. Estas tienen una textura suave y cremosa que es acompañada por un sutil sabor único.
Es una planta bastante resistente que puede ser cultivada en cualquier época del año. Soporta bajas temperaturas de hasta los –10 °C. La planta puede ser cosechada inclusive bajo la nieve.

## Crecimiento
El tatsoi puede ser cultivado en cualquier estación del año, pero más frecuentemente se cultiva a fines de verano u otoño, no se recomienda su cultivo en invernaderos. En su plantación la semilla se debe cubrir con aproximadamente 0.5—1 cm de tierra con una separación entre plantas recomendada de 45 cm. Los brotes emergen en 5—15 días y tardan 45—50 días en crecer hasta un tamaño óptimo para su consumo.

## Uso
La planta es utilizada principalmente por sus hojas en ensaladas, complemento en salsas tipo pesto y también es utilizada para preparar sopas de guarnición.
El tatsoi contiene altas cantidades de vitamina C, Carotenoides, ácido fólico, calcio y potasio.